# Nino Schurter
Nino Schurter (Tersnaus, 13 mei 1986) is een Zwitserse mountainbiker.

## Loopbaan

### Jeugd
Schurter groeide op in een klein Reto-Romaanssprekend dorp in Zwitserland, Tersnaus. In 2002, zijn eerste jaar als junior, was hij nog niet echt succesvol. Op het Europees kampioenschap eindigde hij als 28e, op vijf en een halve minuut van winnaar Thomas Löfkvist. Een jaar later haalde hij wel resultaten. Als onderdeel van het Zwitserse team eindigde hij in de ploegenaflossing als eerste op het EK en als tweede op het WK. Ook individueel ging het hem voor de wind; hij werd tweede op het WK en vijfde op het EK. Een jaar later was hij zijn categorie ontgroeid en won hij alles, waaronder ook het WK en het EK.
Vanaf 2005 kwam Schurter uit bij de beloften. Tegen de verwachtingen in behaalde hij meteen prima resultaten, zoals de bronzen medaille op het wereldkampioenschap. Hij moest er na een spannende wedstrijd zijn landgenoot Lukas Flückiger en de Rus Joeri Trofimov laten voorgaan. In het daaropvolgende seizoen domineerde hij de beloftecategorie. Hij won zowel het WK als het EK met grote voorsprong. Ook maakte hij bij de elite indruk in de Wereldbeker, waar hij als belofte negende werd in de eindstand. In 2007 slaagde Schurter er net niet in zijn wereldtitel te verlengen; hij moest enkel Jakob Fuglsang laten voorgaan. Zijn Europese titel wist hij wel te verlengen, door de Tsjech Jaroslav Kulhavý en diezelfde Jakob Fuglsang voor te blijven. Door zijn goede prestaties in de Wereldbeker dat jaar plaatste hij zich voor de Olympische Zomerspelen 2008 in Peking. Tijdens die Spelen wist hij als 22-jarige een bronzen medaille in de wacht te slepen. Ook kroonde hij zich in 2008 tot Europees en wereldkampioen.

### Eerste profjaren
Vanaf 1 januari 2009 werd Schurter prof voor het Zwitserse Swisspower MTB Team. In zijn eerste seizoen behaalde hij enkele mooie overwinningen, waaronder drie manches in de Swiss Cup. In de Wereldbeker kon hij echter nog niet doorbreken; hij werd er vijfde in de eindrangschikking. Op het wereldkampioenschap in het Australische Canberra verraste hij vriend en vijand door meteen wereldkampioen te worden. Hij haalde het na een boeiende wedstrijd al bij al gemakkelijk in de sprint van topfavoriet Julien Absalon.
In 2010 bevestigde hij in de regenboogtrui zijn status als topper. Hij won het eindklassement in de Wereldbeker en wist daarin de manches van Dalby Forest en Val di Sole op zijn naam te schrijven. Op het wereldkampioenschap in het Canadese Mont-Sainte-Anne werd hij vierde, waardoor hij er niet in slaagde zijn wereldtitel te verlengen.
In 2011 wist hij meteen de eerst manche van de Wereldbeker in Zuid-Afrika te winnen. Maar door mindere prestaties in Dalby Forrest en Offenburg raakte hij zijn leidersplaats daarna kwijt. Voor het WK, dat in eigen land werd verreden, was hij samen met Kulhavý en Absalon de favoriet. Halfweg de wedstrijd reed hij samen met Kulhavý en José Antonio Hermida voorop, maar na een lekke band van die laatste bleven Schurter en Kulhavý alleen over. In de laatste ronde plaatste Kulhavý zijn beslissende aanval, waardoor Schurter hem moest laten gaan. Hij werd uiteindelijk tweede op 47 seconden.

### Topjaren

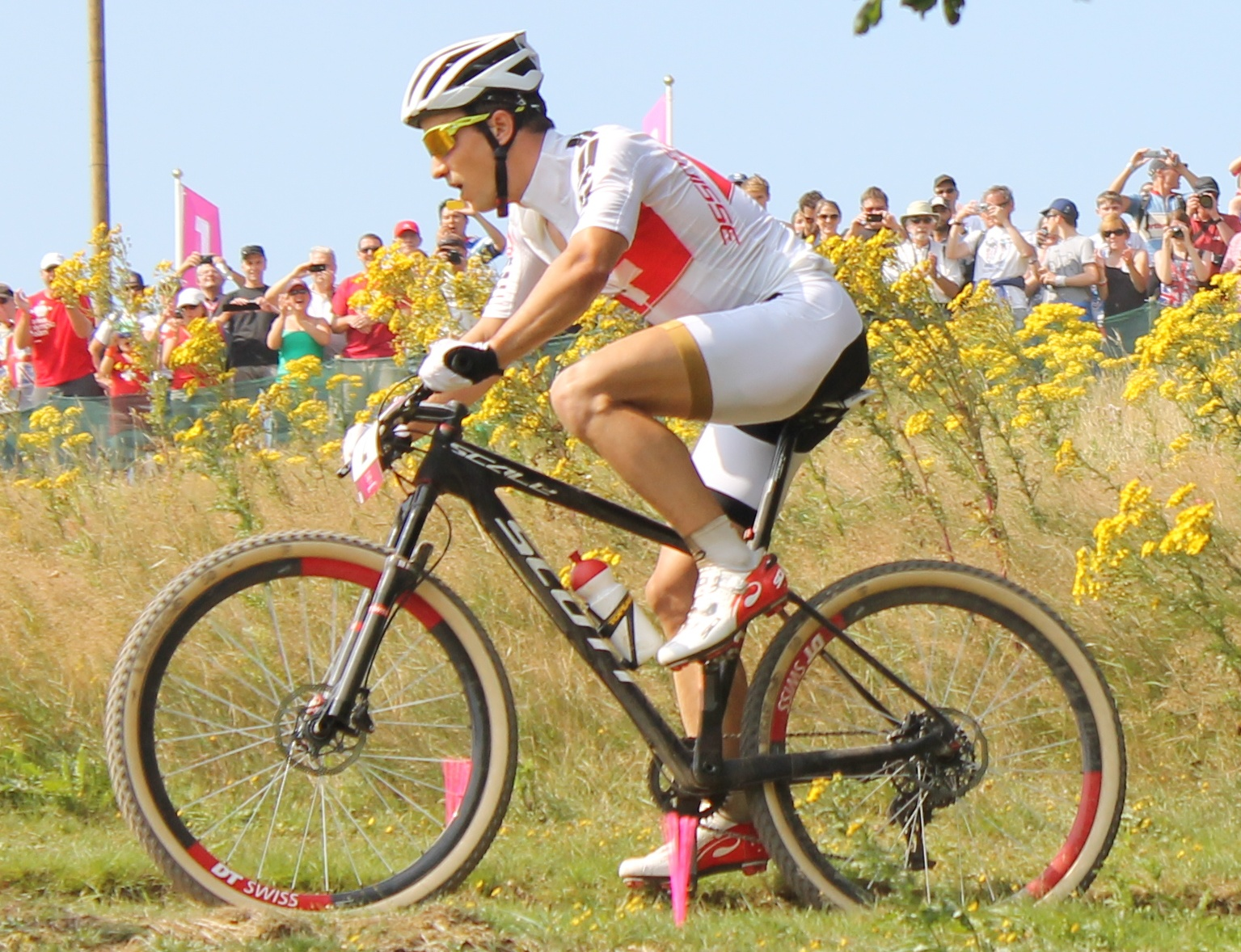
Schurter op de Olympische Spelen 2012.

In 2012 had Schurter de Olympische Zomerspelen als hoofddoel. In de aanloop naar deze wedstrijd behaalde hij in de Wereldbeker overwinningen in Pietermaritzburg, Nove Mesto, Mont-Sainte-Anne en Val-d'Isère. Hij schreef daardoor ook het eindklassement op zijn naam. Voor de Olympische Spelen was hij een van de grote favorieten, maar werd hij tweede achter de Tsjech Jaroslav Kulhavý. In Saalfelden werd hij eind augustus wel voor de tweede maal in zijn carrière wereldkampioen.
In 2013 eindigde hij in de eerste Wereldbekermanche in het Duitse Albstadt pas als 18e. Dit maakte hij een week later echter goed door te winnen in Nove Mesto. Een maand later toonde hij zich ook de beste in het Italiaanse Val di Sole, waardoor de eindzege zo goed als binnen was. Op het WK was hij de grote favoriet, zeker omdat zijn belangrijkste concurrent Absalon tijdens de verkenning drie ribben had gebroken. Hij wist uiteindelijk zijn derde titel te behalen voor de Duitser Manuel Fumic.
In 2014 nam Schurter ook deel aan enkele wegwedstrijden. Zo nam hij in de trui van Orica-GreenEdge deel aan de Ronde van Romandië en de Ronde van Zwitserland. In het mountainbiken moest hij dat jaar dikwijls de zege aan Absalon laten. Hij won zelf nog wel vier manches in de Wereldbeker, maar op het WK moest hij voor het eerst sinds 2011 de zege aan een ander laten; hij werd tweede achter Absalon.
In juni 2015 won Schurter op de eerste Europese Spelen goud in het mountainbiken. Datzelfde jaar schreef hij voor de vierde keer het eindklassement van de Wereldbeker op zijn naam en behaalde hij zijn vierde wereldtitel.
Op 21 augustus 2016 werd Schurter voor het eerst in zijn carrière olympisch kampioen mountainbiken. Hij werd in 2016 ook opnieuw wereldkampioen. In 2017 slaagde hij erin alle manches van de Wereldbeker te winnen. Daarnaast werd hij ook voor de zesde keer wereldkampioen. Ook in 2018 en 2019 behaalde hij de wereldtitel.

## Palmares

### Marathon
2014 - 3 zeges
proloog Swiss Epic
4e en 6e etappe Cape Epic
2016 - 1 zege
3e etappe Swiss Epic
2017 - 3 zeges
5e en 6e etappe Cape Epic
 Eindklassement Cape Epic
2019 - 5 zeges
proloog, 1e, 2e en 4e etappe Cape Epic
 Eindklassement Cape Epic
2020 - 5 zeges
1e, 3e, 4e en 5e etappe Swiss Epic
Eindklassement Swiss Epic
2022 - 2 zeges
2e etappe Cape Epic
Momentum Medical Scheme Tankwa Trek

### Cross-Country
Overwinningen
| Seizoen | Wereldbeker                                                                           | OS  | WK  | EK  | ZK     | Overige                                                      | Totaal aantal zeges |  |
| ------- | ------------------------------------------------------------------------------------- | --- | --- | --- | ------ | ------------------------------------------------------------ | ------------------- |  |
| 2008    |                                                                                       | ↑   | NVT | NVT | NVT    |                                                              | 0                   |  |
| 2009    |                                                                                       | NVT | ↑   | DNF | 6e     | Solothurn, Gränichen, Muttenz                                | 4                   |  |
| 2010    | Dalby Forest, Val di Sole eindklassement                                              | NVT | 4e  | DNS | Goud   | Massa Marittima, Nalles, Plaffeien, Flims                    | 7                   |  |
| 2011    | Pietermaritzburg                                                                      | NVT | ↑   | DNS | Zilver | Schaan, Lugano, Houffalize, Solothurn, Chur                  | 6                   |  |
| 2012    | Pietermaritzburg, Nove Mesto, Mt.-St.-Anne, Val d'Isère eindklassement                | ↑   | ↑   | DNS | Goud   | Pietermaritzburg, Buchs, Solothurn, Gränichen, Muttenz       | 11                  |  |
| 2013    | Nove Mesto, Val di Sole, Vallnord eindklassement                                      | NVT | ↑   | ↑   | Goud   | Schaan, Lugano, Heubach, Solothurn                           | 9                   |  |
| 2014    | Nove Mesto, Mt.-St.-Anne, Windham, Méribel                                            | NVT | ↑   | DNS | Goud   | Monte Tamaro, Solothurn, Lenzerheide                         | 8                   |  |
| 2015    | Mt.-St.-Anne, Windham, Val di Sole eindklassement                                     | NVT | ↑   | DNS | Goud   | Rivera, San Dimas, Monterey, Solothurn, Baku, Rio de Janeiro | 11                  |  |
| 2016    | Cairns, Albstadt, Lenzerheide                                                         | ↑   | ↑   | DNS | Goud   | Rivera, Milaan, Gränichen, Hadleigh Park                     | 10                  |  |
| 2017    | Nove Mesto, Albstadt, Vallnord, Lenzerheide, Mt.-St.-Anne, Val di Sole eindklassement | NVT | ↑   | DNS | Goud   | Rivera, Monterey                                             | 10                  |  |
| 2018    | Albstadt, Nove Mesto, Val di Sole, La Bresse eindklassement                           | NVT | ↑   | DNS | 4e     | Schaan, Heubach, Solothurn                                   | 8                   |  |
| 2019    | Vallnord, Les Gets eindklassement                                                     | NVT | ↑   | DNS | Goud   | Solothurn, Tokyo                                             | 6                   |  |
| 2020    |                                                                                       | NVT | 9e  | ↑   | Goud   | Leukerbad                                                    | 3                   |  |
| 2021    |                                                                                       | 4e  | ↑   | DNS | Zilver |                                                              | 1                   |  |
| 2022    | Petropolis eindklassement                                                             | NVT | ↑   | DNS | DNF    |                                                              | 2                   |  |
| 2023    | Lenzerheide, Val di Sole eindklassement                                               | NVT | ↑   | DNS | DNS    | Stellenbosch, Capoliveri, Engelberg                          | 5                   |  |
| 2024    | Val di Sole                                                                           |     |     |     | Brons  |                                                              | 1                   |  |
|         |                                                                                       |     |     |     |        |                                                              |                     |  |
| Totaal  | 36 (9x eindklassement)                                                                | 1   | 10  | 1   | 9      | 45                                                           | 102                 |  |

Resultatentabel
| 2006   | 9e  |        | NVT | NVT | NVT | NVT    |  |  |
| 2007   | 8e  |        | NVT | NVT | NVT | NVT    |  |  |
| 2008   | 8e  |        | ↑   | NVT | NVT | NVT    |  |  |
| 2009   | 5e  | 5e     | NVT | ↑   | DNF | 6e     |  |  |
| 2010   | ↑   | Brons  | NVT | 4e  | DNS | Goud   |  |  |
| 2011   | ↑   | Zilver | NVT | ↑   | DNS | Zilver |  |  |
| 2012   | ↑   | Goud   | ↑   | ↑   | DNS | Goud   |  |  |
| 2013   | ↑   | Goud   | NVT | ↑   | ↑   | Goud   |  |  |
| 2014   | ↑   | Zilver | NVT | ↑   | DNS | Goud   |  |  |
| 2015   | ↑   | Zilver | NVT | ↑   | DNS | Goud   |  |  |
| 2016   | ↑   | Zilver | ↑   | ↑   | DNS | Goud   |  |  |
| 2017   | ↑   | Goud   | NVT | ↑   | DNS | Goud   |  |  |
| 2018   | ↑   | Goud   | NVT | ↑   | DNS | 4e     |  |  |
| 2019   | ↑   | Goud   | NVT | ↑   | DNS | Goud   |  |  |
| 2020   | NVT | Brons  | NVT | 9e  | ↑   | Goud   |  |  |
| 2021   | 4e  | Brons  | 4e  | ↑   | DNS | Zilver |  |  |
| 2022   | ↑   | 4e     | NVT | ↑   | DNS | DNF    |  |  |
| 2023   | ↑   | Zilver | NVT | ↑   | DNS | DNS    |  |  |
|        |     |        |     |     |     |        |  |  |
| Totaal | 9   | 5      | 1   | 10  | 1   | 9      |  |  |